# Her father didn't like me, anyway
Her father didn't like me, anyway is de enige langspeelplaat onder de artiestennaam Raphael Ravenscroft. Het album is opgenomen in diverse geluidsstudio’s in Engeland en de CBS geluidsstudio’s. Ravenscroft bekendste bijdrage aan de popmuziek is de saxofoonsolo in Baker Street van Gerry Rafferty, dat van 1978 tot 2010 zeker 5 miljoen keer is uitgevoerd/gedraaid. Later mopperde Ravencroft, dat de financiële bijdrage aan hem maar matig was. Toch is het dankwoord op de elpee aan de band van Gerry Rafferty.
De titel van het album is afkomstig van een liedje van Rafferty uit zijn tijd van The Humblebums. De platenhoes laat  zien waar het om gaat. Ravenscroft zit mijn zijn saxofoon op bed, terwijl een blonde schone verveeld op een stoel zit. De relatie is net beëindigd.

## Musici
De lijst van deelnemen de musici is uitgebreid:
- zang: Ron Charles Boromeo, Betsy Cook, Paul Da Vinci, Maggie Ryder, Vivian, Dennis O’Brien
- gitaar: Nigel Jenkins, Julian Littman, Richard Brunton, Steve Waller, Brian Holloway, Gary Taylor
- basgitaar: Gary Taylor, Kuma Harada, Peter Zorn (ook dwarsfluit), Steve York
- toetsinstrumenten: Tommy Eyre, Geoff Bannister, Betsy Cook, Pete Solly
- slagwerk: Liam Genocky, Preston Hayman, Strecht Scretsching, Geoff Britton
- percussie: Frank Ricotti, Dave Ulm
- saxofoon: Raphael Ravenscroft (ook dwarsfluit), Albert Wing (ook dwarsfluit), Bill Skeat (ook dwarsfluit), Vic Ash, Manny Winter, Keith Bird
- trompet: John Wilbraham, Derek Watkins, Eddie Blair, Kenny Baker, Derek Healy, John Huckbridge
- trombone: Don Lusher, Wally Smith, Bobby Lamb, Ken Oldie
- hoorn: Jim Brown, John Pignegvy
- strijkorkest o.l.v. Nigel Warren-Green.

## Muziek
| Nr. | Titel                                                  | Duur |
| --- | ------------------------------------------------------ | ---- |
| 1.  | Whole lotta something goin’ on (Dave Lewis)            | 5:00 |
| 2.  | You put something better inside of me (Gerry Rafferty) | 5:01 |
| 3.  | Country Preacher (Joe Zawinul)                         | 3:26 |
| 4.  | Beautiful woman (Dave Lewis)                           | 5:07 |
| 5.  | Her father didn’t like me anyway (Gerry Rafferty)      | 5:38 |

| Nr. | Titel                                             | Duur |
| --- | ------------------------------------------------- | ---- |
| 1.  | Sex & drugs & rock & roll (Ian Dury, Chas Jankel) | 2:54 |
| 2.  | You make me feel sixteen (Brian Holloway)         | 3:42 |
| 3.  | Give it all you got (G. Roones)                   | 4:29 |
| 4.  | Every night (Paul McCartney)                      | 4:26 |
| 5.  | Summer nights (G.P. Moore)                        | 4:55 |